# 강혜미
강혜미(姜惠美, 1974년 4월 27일~)는 대한민국의 전직 배구 선수다. 포지션은 세터로 1998년부터 2004년까지 현대건설 여자배구단에서 활약했다. 경남여자고등학교를 졸업했다. 1994년부터 2004년까지 국가대표로 활약했다.

## 출신 학교
- 토성초등학교
- 수정여자중학교
- 경남여자고등학교